# Autoriferimento incrociato
Si ha un autoriferimento incrociato fra due o più enunciati quando ciascuno di essi si riferisce direttamente o indirettamente ad un altro. Ecco due esempi celebri:

## Il paradosso del foglio di Jordan
Su i due lati di un foglio sono riportate le seguenti frasi:
- sul davanti è scritto: 'la frase sul retro è vera',
- sul retro è scritto: 'l'altra frase è falsa'.

Supponiamo che la prima frase sia vera. Allora la frase sul retro è anch'essa vera. Essa però afferma che la frase sul davanti è falsa, contrariamente a quanto ipotizzato. Supponiamo invece che la frase sul davanti sia falsa. Questo implica che la frase sul retro è falsa. Poiché però essa afferma che la frase sul davanti è falsa, dobbiamo concludere che quest'ultima è vera ottenendo nuovamente una contraddizione.
Questo paradosso è una variante del paradosso del mentitore.
Nell'isola dei cavalieri e furfanti di Smullyan il paradosso del foglio di Jordan avrebbe come analogo il seguente dialogo fra due abitanti A e B dell'isola:
- A dice di B che è un cavaliere,
- B dice di A che è un mentitore (furfante).

## Raddoppiamenti
Questa idea è dovuta al logico Raymond Smullyan.
Cominciamo col definire:
Il raddoppiato di: qualcosa
è: 'qualcosa qualcosa'
cioè viene semplicemente raddoppiato tutto ciò che è contenuto di seguito all'espressione 'Il raddoppiato di:' ed è contenuto nella stessa riga. Se però prima dell'espressione 'Il raddoppiato di:' compare un'altra istruzione, il raddoppiamento non viene effettuato.
Con questa convenzione le due frasi che seguono creano un autoriferimento incrociato.
- L'altra frase è: L'altra frase è Il raddoppiato di: L'altra frase è: L'altra frase è Il raddoppiato di:
- L'altra frase è Il raddoppiato di: L'altra frase è: L'altra frase è Il raddoppiato di: